# یواس‌اس هالتون (دی‌یی-۷۰۳)
یواس‌اس هالتون (دی‌یی-۷۰۳) (به انگلیسی: USS Holton (DE-703)) یک کشتی بود که طول آن ۳۰۶ فوت (۹۳ متر) بود. این کشتی در سال ۱۹۴۳ ساخته شد.